# Episodi di King of the Hill (settima stagione)
La settima stagione della serie animata King of the Hill, composta da 23 episodi, è stata trasmessa negli Stati Uniti su Fox dal 3 novembre 2002 al 18 maggio 2003.
In Italia la stagione è andata in onda su Fox dal 18 gennaio 2005 al 17 gennaio 2006.
| nº | Codice di produzione | Titolo originale                       | Titolo italiano                    | Prima TV USA     | Prima TV Italia  |
| -- | -------------------- | -------------------------------------- | ---------------------------------- | ---------------- | ---------------- |
| 1  | 7ABE01               | Get Your Freak Off                     | Senza freni inibitori              | 3 novembre 2002  | 18 gennaio 2005  |
| 2  | 7ABE03               | The Fat and the Furious                | Il grasso e il furioso             | 10 novembre 2002 | 19 gennaio 2005  |
| 3  | 6ABE19               | Bad Girls, Bad Girls, Whatcha Gonna Do | L'esperimento                      | 17 novembre 2002 | 25 gennaio 2005  |
| 4  | 6ABE01               | Goodbye Normal Jeans                   | Economia domestica                 | 24 novembre 2002 | 26 gennaio 2005  |
| 5  | 7ABE02               | Dances with Dogs                       | Gara di ballo                      | 1º dicembre 2002 | 15 novembre 2005 |
| 6  | 6ABE22               | The Son Also Roses                     | La rosa più bella                  | 8 dicembre 2002  | 16 novembre 2005 |
| 7  | 6ABE18               | The Texas Skilsaw Massacre             | Amicizie pericolose                | 15 dicembre 2002 | 22 novembre 2005 |
| 8  | 7ABE04               | Full Metal Dust Jacket                 | La libreria                        | 5 gennaio 2003   | 23 novembre 2005 |
| 9  | 5ABE23               | Pigmalion                              | Il re dei maiali                   | 12 gennaio 2003  | 28 novembre 2005 |
| 10 | 7ABE05               | Megalo Dale                            | Topi... troppo umani               | 12 gennaio 2003  | 29 novembre 2005 |
| 11 | 7ABE07               | Boxing Luanne                          | Pugni, pupe e imbrogli             | 2 febbraio 2003  | 6 dicembre 2005  |
| 12 | 7ABE09               | Vision Quest                           | Cerca il tuo spirito guida         | 9 febbraio 2003  | 7 dicembre 2005  |
| 13 | 7ABE10               | Queasy Rider                           | Matrimonio in crisi                | 16 febbraio 2003 | 13 dicembre 2005 |
| 14 | 7ABE08               | Board Games                            | La campagna elettorale             | 2 marzo 2003     | 14 dicembre 2005 |
| 15 | 7ABE06               | An Officer and a Gentle Boy            | A scuola di vita                   | 9 marzo 2003     | 20 dicembre 2005 |
| 16 | 7ABE11               | The Miseducation of Bobby Hill         | Educare il cliente                 | 16 marzo 2003    | 21 dicembre 2005 |
| 17 | 7ABE13               | The Good Buck                          | Redenzione                         | 30 marzo 2003    | 27 dicembre 2005 |
| 18 | 7ABE14               | I Never Promised You an Organic Garden | L'orto biologico                   | 13 aprile 2003   | 28 dicembre 2005 |
| 19 | 7ABE12               | Be True to Your Fool                   | Chi trova un amico trova un tesoro | 27 aprile 2003   | 3 gennaio 2006   |
| 20 | 7ABE17               | Racist Dawg                            | Razzismo                           | 4 maggio 2003    | 4 gennaio 2006   |
| 21 | 7ABE16               | Night and Deity                        | Uccelli allo sbaraglio             | 11 maggio 2003   | 10 gennaio 2006  |
| 22 | 7ABE18               | Maid in Arlen                          | Madre e figli                      | 18 maggio 2003   | 11 gennaio 2006  |
| 23 | 7ABE20               | The Witches of East Arlen              | Apprendista stregone               | 18 maggio 2003   | 17 gennaio 2006  |